# Sankt Nikolai ob Draßling
Sankt Nikolai ob Draßling är en ort och tidigare kommun i Österrike. Den ligger i distriktet Leibnitz i förbundslandet Steiermark.
Kommunen blev 1 januari 2015 en del av den nybildade kommunen Sankt Veit in der Südsteiermark.
Kommunen bestod av fyra orter (Ortschaften) (inom parentes invånarantal 1 januari 2024):
- Hütt (170)
- Leitersdorf (141)
- Marchtring (20)
- Sankt Nikolai ob Draßling (743)